# 子女顶替制
子女顶替制，又称为顶班制、接班顶替，是指20世纪七八十年代在中国普遍实行的制度：作为一般职工的父母退休、退职后，可以由其子女办理手续，顶替空下来的名额（编制），进入父母原工作单位上班。这种方式是当时中国的国有单位和集体所有制单位招工的一种重要方式，是当时人尽皆知的社会现象。

## 出现和发展
在中国，最早提到子女顶替问题的书面文件出现在1953年1月26日中国国务院（时称政务院）劳动部颁布的《中华人民共和国劳动保险条例实施细则修正草案》当中。当时只适用于因公死亡或因公残废完全丧失劳动能力的职工，是一项劳动福利措施。而允许职工退休后招收其符合条件的子女参加工作，是1956年1月14日中国劳动部发出的《关于年老体衰职工以其子女代替工作问题复轻工业部的函》中首次提出的。当时子女顶替制还只是在轻工行业中实行的一项特殊招工政策，并未形成制度。
1956年中国国民经济迅速发展，各行各业都大量增员，以至国营企业、事业单位招收的职工大大突破当年的劳动力发展计划，为精简人员，1957年9月中共八届三中全会通过的关于劳动就业和精简机构问题的意见中，提出要采用子女顶替制。到20世纪60年代初，中国遭遇严重的经济困难，中央决定实行调整国民经济的方针，大量精减城市职工，以减少商品粮供应。从1961年至1963年中，子女顶替制作为鼓励城市中老、弱、残职工退休的一种政策，全面实施，并逐渐作为一种就业制度确立、延续下来。后来下发的一系列文件把这一制度在1964年确立了下来。
文化大革命中，这一制度的执行被废止。随着文革结束又被恢复。
20世纪70年代末，由于中国大批知识青年返城，城镇就业形势严峻，为了解决待业青年就业问题，子女顶替制得到大规模实施。
此后，中国全国各地均按照国务院的规定制定了这一制度的实施办法。子女顶替制开始在中国各地各部门、各行各业的工人退休工作中广泛实行。同时，为解决文革遗留问题，规定“文化大革命”非正常死亡人员、战备疏散复工复职人员和历年冤假错案平反人员，允许招收他们的一名子女参加工作。于是80年代初，子女顶替就业达到高峰。据统计，从1978年至1983年，五年内全国办理退休、退职的职工共有1220万人，其中子女顶替约900多万人，占退休退职人数的80％。

## 弊病和消失
20世纪80年代初，中国各地在执行这一制度的过程中，出现了许多问题：
- 自行规定干部退休、退职时，也可招收其一名子女参加工作，擅自扩大顶替范围[9]；
- 出现大量弄虚作假、徇私舞弊、违反纪律政策的情况，如虚报年龄、虚报疾病、更改户口、买卖顶替名额等；
- 存在一些消极后果，如：
  - 生产骨干技术纯熟的老工人提前退休，影响劳动生产率的提高；
  - 有些提前退休的技术工人又因工作需要被工厂请回，补发20％的工资照旧工作，使在职职工编制进一步扩大；
  - 有些退休工人被高薪聘到外地集体企业，其工资比在职职工高出很多，引起在职职工不满。[10]

为此，中国官方进行了整顿，并在80年代中后期就业压力减轻的形势下，最终决定废除这一制度。随着改革开放的不断实施，劳动者的就业渠道也由过去依靠全民所有制单位安排就业转化为国有、集体、个体及外资、合资企业多渠道扩大就业，就业观念也发生了根本转变，公平、竞争、择优的就业规则深入人心，子女顶替制也失去了存在的土壤。

## 作用和影响
20世纪70年代末80年代初子女顶替制的普遍实施，有以下几个方面的积极作用：
- 妥善安置了年老退休职工促进了劳动力更新，提高了工人素质，有利于提高劳动生产率；
- 在当时减轻了城市就业的巨大压力，拓宽上山下乡知青返城途径，解决了文革的历史遗留问题；
- 保持了社会的稳定，为改革开放的顺利实施起到了一定的积极作用。

有以下几个方面的消极影响：
- 为了“消灭失业”而损失了劳动力的利用率；
- 造成了负面的社会影响，助长了职工及其子女对政策的依赖心理，影响了他们的努力程度；*类似世袭式的就业制度使阶层固化，不利于竞争。
  - 也有人认为，中国20世纪80年代这一政策的广泛实施，属于在推进改革的过程中暂时收买老工人的策略，在条件成熟后就以不顾工人阶级利益的方式进行国企改制等行为，是有计划地剥夺工人权益的一个步骤。[13][14]